# Hugo Veliki
Hugo Veliki (francosko Hugues le Grand) je bil frankovski vojvoda in pariški grof in najmočnejši magnat v Zahodni Frankovski, * ok. 898, † 16. junij 956. 
Bil je sin francoskega kralja Roberta I. in mejni grof Nevstrije. Imel je aktivno vlogo pri vrnitvi kralja Ludvika Prekomorskega iz Anglije leta 936. V želji po zavezništvu s cesarjem Svetega rimskega cesarstva Otonom Velikim se je leta 937 poročil z Otonovo mlajšo sestro Hedviko Saško, s katero sta imela sina Huga Capeta. Hedvikina sestra Gerberga Saška je bila žena francoskega kralja Ludvika IV. Čeprav se je Hugo pogosto bojeval z Ludvikom, je podprl pristop Ludvikovega in Gerberginega sina Lotarja na frankovski prestol.

## Življenje
Leta 922 so baroni Zahodne Frankovske po uporu proti karolinškemu kralju Karlu Preprostemu, ki je pred njihovim napadom pobegnil iz svojega kraljestva, za kralja izvolili Hugovega očeta Roberta I. Po Robertovi smrti v bitki pri Soissonsu leta 923 je Hugo zavrnil frankovske krono in jo prepustil svojemu svaku Rudolfu. Odstavljeni kralj Karel je za ponovno pridobitev krone poiskal pomoč pri Hugovemu bratrancu, grofu Herbertu II. Vermandoijskemu, ki pa mu ni pomagal, ampak ga je zaprl. Herbert je nato svojega  ujetnika izrabljal za uveljavljanje lastnih ambicij in vse do kraljeve smrti leta 929 grozil, da ga bo osvobodil.
Ob Rudolfovi smrti leta 936 je imel Hugo v lasti skoraj celotno ozemlje med Loaro in Seno, ki je ustrezalo starodavni Nevstriji, z izjemo Anjouja in ozemlja, ki je bilo leta 911 predano Normanom. Leta 936 je zelo aktivno sodeloval v pogajanjih za vrnitev kralja Ludvika IV. Prekomorskega, ki je bil v izseljenstvu v Angliji. Zgodovinarji so se spraševali, zakaj, saj bi lahko sam zasedel izpraznjeni prestol. V prvi vrsti je imel veliko tekmecev, zlasti vojvodo Huga Burgunskega, brata kralja Rudolfa, in Herberta II., grofa Vermandoijskega, ki bi verjetno izpodbijal njegovo izvolitev. Predvsem se zdi, da ga je šokirala zgodnja očetova smrt.
Leta 937 je umrla Hugova druga žena Eadhilda in še isto leto se je poročil s Hedviko Saško, hčerko nemškega kralja Henrika I. Nemškega in Matilde, in se zapletel v prepir z Ludvikom IV.
Leta 938 je začel Ludvik IV. napadati trdnjave in ozemlja, ki so jih prej posedovali člani njegove družine. Nekatere je imel v lasti Herbert II. Vermandoijski.{{sfn|Flodoard|2011|p=30} Leta 939 je Ludvik napadel Huga Velikega in normandijskega vojvodo Viljema Longsworda, nakar je bilo sklenjeno premirje, ki je trajalo do junija. Istega leta se je Hugo skupaj z grofom Herbertom II. Vermandoijskim, grofom Arnulfom I. Flandrijskim in vojvodo Viljemom Longswordom poklonil cesarju Otonu Velikemu, ki ga je podprl v boju proti Ludviku.
Ko je Ludvik IV. leta 945 padel v roke Normanom, so ga izročili Hugu v zameno za njihovega mladega vojvodo Riharda. Hugo je leta 946 Ludvika IV. osvobodil  pod pogojem, da mu preda trdnjavo Laon.  Leta 948 so na cerkvenem koncilu v Ingelheimu škofje, razen dveh iz Nemčije, Huga v odsotnosti obsodili za njegova dejanja in ga izobčili ter vrnili nadškofa Artaulda na njegov sedež v Reimsu. Hugov odgovor je bil napad na Soissons in Reims, medtem ko je koncil v Trierju potrdil njegovo izobčenje. Leta 953 je Hugo končno popustil in sklenil mir z Ludvikom IV., cerkvijo in svojim svakom Otonom Velikim.
Po smrti Ludvika IV. je bil Hugo eden prvih, ki je Lotarja priznal za njegovega naslednika, in je na posredovanje Lotarjeve matere, Gerberge Saške, podprl njegovo kronanje. Novi kralj mu je kot priznanje za usluge podelil vojvodini Burgundijo in Akvitanijo. Istega leta se je vojvoda Gilbert Burgundski priznal za Hugovega vazala in svojo hčer zaročil s Hugovim sinom Otonom Henrikom. Po Giselbertovi smrti 8. aprila 956 je Hugo postal dejanski gospodar Burgundije,  potem pa je 16.  junija v Dourdanu umrl.

## Družina
Hugo se je prvič poročil leta 922 z Judito, hčerko Rogerija, grofa Maine, in Judite. hčerke cesarja Karla Plešastega. Judita je umrla brez otrok leta 925.
Hugova druga žena je bila Eadhilda, hčerka anglosaškega kralja Edvarda Starejšega.
Tretjič se je poročil leta 937 s Hedviko Saško, Hčerko Henrika I. Nemškega in Matilde Ringelheimske. Z njo je imel
- Beatriko, poročeno s Friderikom I., vojvodo Zgornje Lorene,[17]
- Huga Capeta,[17]
- Emo, vojvodinjo Normandije,[17]
- Otona, vojvodo Burgundije[15] in
- Oda-Henrika, vojvodo Burgundije.[15]